# فاوستينو اسبريا
فاوستينو اسبريا (بالإسبانية: Faustino Asprilla)‏ مواليد 10 نوفمبر 1969 في كولومبيا، هو لاعب كرة قدم كولومبي سابق كان يلعب كمهاجم. سبق له أن لعب في كأس العالم لكرة القدم مع منتخب بلاده. لعب خلال مسيرته 330 مباراة سجل خلالها 110 أهداف.

## المسيرة الاحترافية

### أندية لعب لها
- أتلتيكو ناسيونال
- نادي بارما
- نيوكاسل يونايتد
- نادي بالميراس
- نادي فلومينينسي
- أتلانتي إف سي
- نادي أونيفرسيداد دي تشيلي
- إستوديانتيس دي لا بلاتا

## روابط خارجية
- فاوستينو اسبريا على موقع IMDb (الإنجليزية)

- فاوستينو اسبريا على موقع الاتحاد الدولي (مؤرشف)  (الإنجليزية)
- فاوستينو اسبريا على موقع الاتحاد الأوربي (الإنجليزية)
- فاوستينو اسبريا على موقع قاعدة بيانات كرة القدم.إي يو (الإنجليزية)
- فاوستينو اسبريا على موقع ناشيونال فوتبول تيمز (الإنجليزية)
- فاوستينو اسبريا على موقع Soccerbase.com (لاعب) (الإنجليزية)
- فاوستينو اسبريا على موقع Soccerway.com (الإنجليزية)
- فاوستينو اسبريا على موقع عالم كرة القدم.نت (الإنجليزية)
- فاوستينو اسبريا على موقع أوليمبيديا (الإنجليزية)